# Șambrană

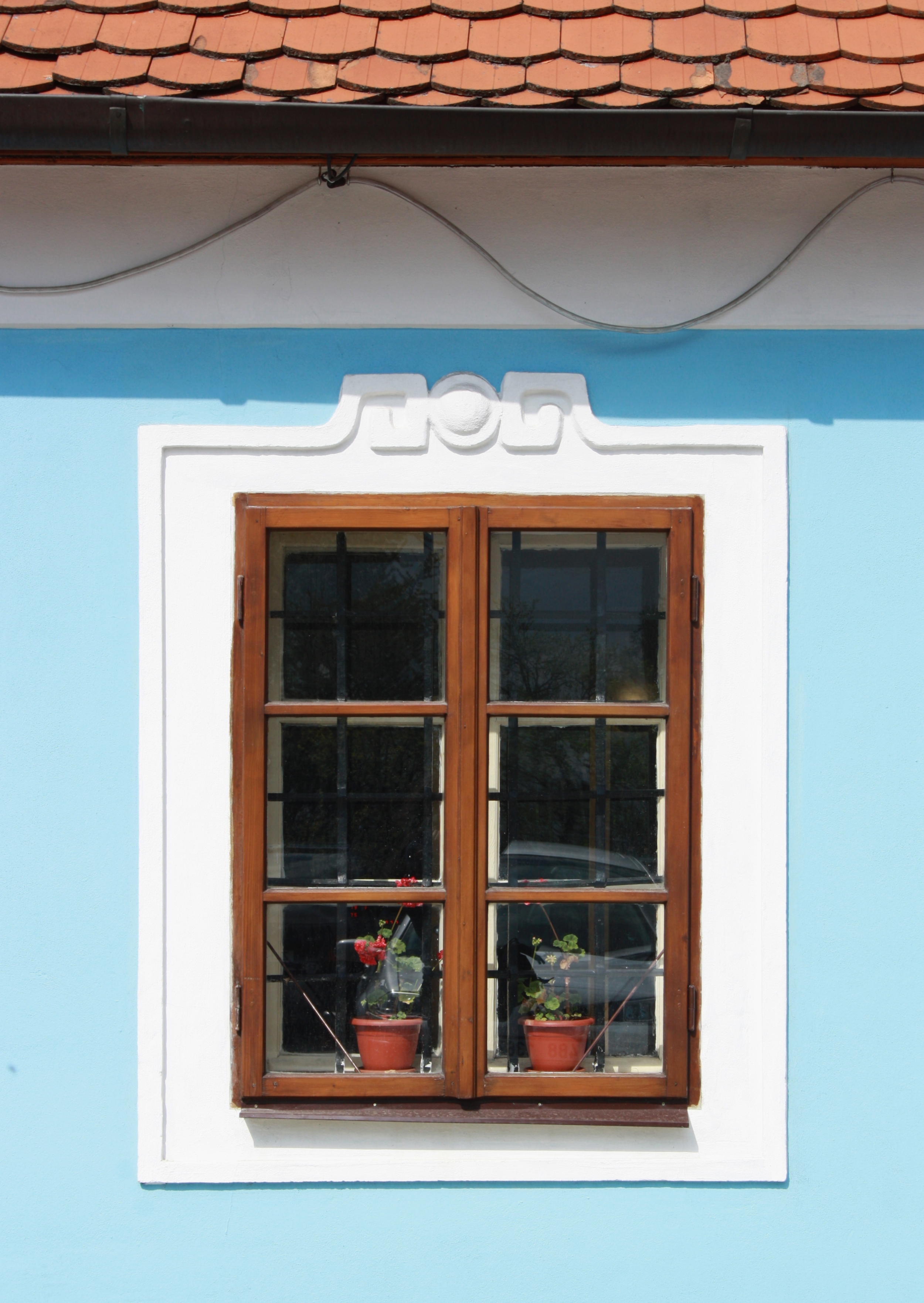
Șambrană (Moravec, Republica Cehă)

O șambrană este un ancadrament de lemn sau de piatră care mărginește o ușă / poartă, o fereastră sau un șemineu și care se situează în planul zidului sau ușor în relief. Joacă un rol de finisare și de racord între lărgirea oblică a zidului și suprafața acestuia. 

## Etimologie
Substantivul românesc șambrană este un împrumut din franceză chambranle Cuvântul francez chambranle este un derivat al unui verb moștenit din latină camerare: „a bolti”.